# Monte Santo de Minas (kommun)
Monte Santo de Minas är en kommun i Brasilien.   Den ligger i delstaten Minas Gerais, i den sydöstra delen av landet, 600 km söder om huvudstaden Brasília. Antalet invånare är 21 246.
Följande samhällen finns i Monte Santo de Minas:
- Monte Santo de Minas

Omgivningarna runt Monte Santo de Minas är huvudsakligen savann. Runt Monte Santo de Minas är det ganska glesbefolkat, med 39 invånare per kvadratkilometer.